# 阿卡迪修道院
35°18′36.27″N 24°37′46.11″E / 35.3100750°N 24.6294750°E

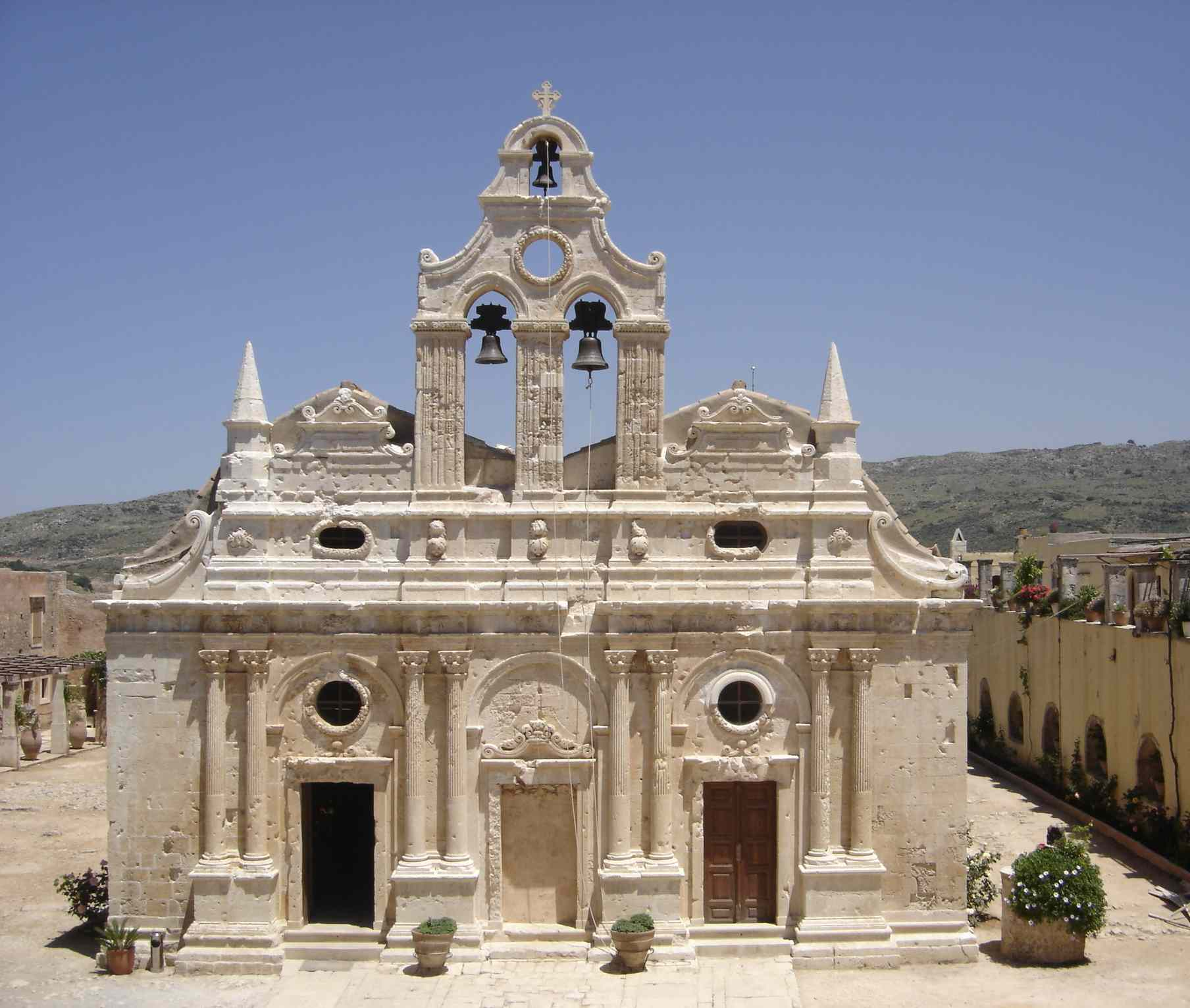
阿卡迪修道院

阿卡迪修道院（Moní Arkadhíou）是希臘克里特島上的一座東正教修道院。現在的修道院教堂歷史可以追溯至16世紀，受到了文藝復興的影響。修道院建築融合了羅馬和巴洛克元素。自16世紀開始，修道院就是一個科學和藝術中心，並設有學校和圖書館。在1866年克里特島起義期間，這裡發揮了重要作用。